# Juan Francisco Pimentel, comte de Benavente
Pour les articles homonymes, voir Pimentel (homonymie) et Benavente (homonymie).
Juan Francisco Pimentel, comte de Benavente  est une huile sur toile peinte par Diego Velázquez en 1648 et conservée au Musée du Prado depuis la création du musée en 1819.

## Description du tableau
La toile représente le dixième comte de Benavente, Don Juan Francisco Pimentel, vêtu d'une armure damassée d'or de laquelle se détache une bande cramoisie croisant la poitrine et qui permet d'identifier son grade de général décoré de la Toison d'or. Le personnage est légèrement tourné à droite et dirige son regard vers le spectateur pendant que sa main droite, couverte de gants, repose sur son casque situé sur une table à côté du bâton militaire. La main gauche est appuyée sur le pommeau de son épée.